# فیومی
فیومی (نام علمی: Phiomia) نام یک سرده از راسته فیل‌سانان است.